# Luigi Rovati
Luigi Rovati (ur. 24 listopada 1904 w Cinisello Balsamo, zm. 8 marca 1989 w Locarno) – włoski bokser, srebrny medalista letnich igrzysk olimpijskich w 1932  w Los Angeles w kategorii ciężkiej. Rovati stoczył dwie walki, ponieważ do turnieju olimpijskiego zgłoszono sześciu uczestników. W półfinale wygrał z Frederickiem Fearym, natomiast w finale uległ Santiago Lovellowi.
Próbował swoich sił w boksie zawodowym, jednak nie odniósł żadnych sukcesów – stoczył cztery walki, z których jedną zremisował i trzy przegrał.